# Push and Shove
Push and Shove è il sesto album discografico in studio della band statunitense No Doubt pubblicato il 25 settembre 2012 da Interscope Records.

## Descrizione
L'album è stato pubblicato a 11 anni di distanza dall'ultimo disco in studio Rock Steady (2001) e a 9 dalla raccolta The Singles 1992-2003 (2003).
Mentre Gwen Stefani promuoveva il suo secondo album solista, i No Doubt iniziano a lavorare ad un nuovo album senza di lei, prevedendo di completarlo con lei dopo che il tour della Stefani fosse terminato. Tuttavia il lavoro si interrompe nuovamente quando Gwen Stefani rimane incinta del suo secondo figlio.
Dopo un tour estivo nel 2009, a maggio 2010 i ND rientrano in studio per cominciare a registrare il nuovo album di inediti, previsto entro l'inizio del 2011, poi posticipato al 2012.
L'11 giugno 2012 la band annuncia la data d'uscita del nuovo album: 25 settembre 2012. Fu comunicato anche il titolo Push and Shove e la pubblicazione del primo singolo, ossia Settle Down, pubblicato il 16 luglio. Il video musicale del singolo Settle Down è diretto da Sophie Muller.
La title track dell'album Push and Shove viene pubblicata come singolo promozionale il 29 agosto e si avvale dei featuring di Busy Signal e Major Lazer. Il 25 settembre seguente è stato diffuso il video di questo brano.
Il secondo singolo ufficiale estratto è Looking Hot, in rotazione radiofonica negli Stati Uniti dal 6 novembre 2012.
La copertina dell'album è stata creata dall'artista di murales Miles "Mac" MacGregor ("El Mac") sulla base di una fotografia della band realizzata per un precedente servizio fotografico.
Il disco ha debuttato al numero 3 della classifica americana nella prima settimana, mentre in Italia ha esordito alla posizione 37 della classifica degli album stilata dalla FIMI.

## Tracce
Testi e musiche di Gwen Stefani, Tony Kanal e Tom Dumont, eccetto dove indicato.
1. Settle Down – 6:01
2. Looking Hot – 4:43
3. One More Summer – 4:39
4. Push and Shove (feat. Busy Signal & Major Lazer) – 5:07 (Gwen Stefani, Tony Kanal, Tom Dumont, Reanno Gordon, Thomas Pentz, David Taylor, Ariel Rechtshaid)
5. Easy – 5:10
6. Gravity – 4:25
7. Undercover – 3:32
8. Undone – 4:38
9. Sparkle – 4:08 (Gwen Stefani, Tom Dumont, David Stewart)
10. Heaven – 4:06
11. Dreaming the Same Dream – 5:27

## Formazione

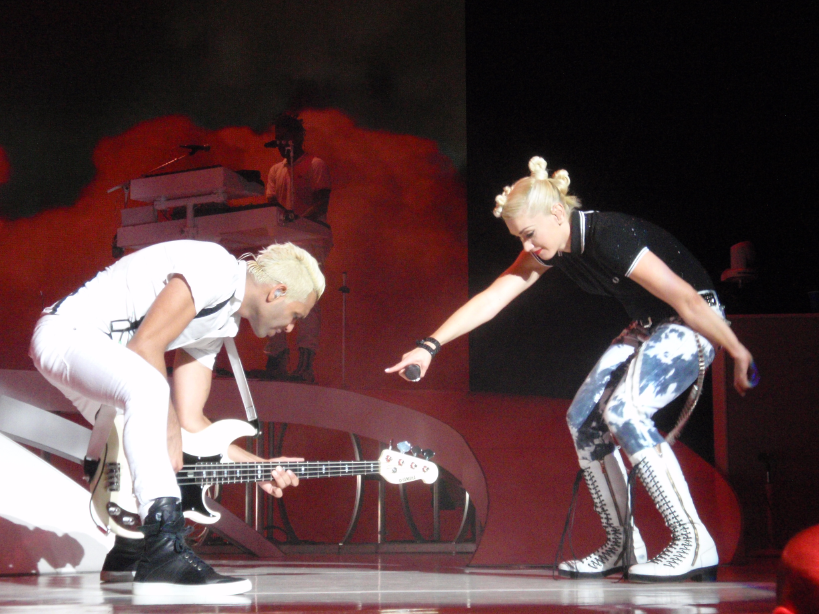
No Doubt

### Gruppo
- Gwen Stefani – voce
- Tom Dumont – chitarra elettrica, chitarra acustica, sintetizzatore
- Tony Kanal – basso elettrico, basso acustico
- Adrian Young – batteria, percussioni

### Altri musicisti
- Stephen Bradley - tromba, cori, nacchere
- Gabrial McNair - melodica, trombone, cori, piano, archi
- Busy Signal – voce
- Major Lazer - voce
- David Emery - tastiere
- Anthony Gorry - tastiere
- Stephen Hilton - archi, tastiere
- David Moyer - sax baritono
- Jonas Quant - tastiere
- Wayne Wilkins – tastiere

## Classifiche
| Classifica (2012)               | Posizione Massima |
| ------------------------------- | ----------------- |
| Australia                       | 8                 |
| Austria                         | 11                |
| Belgian Albums Chart (Flanders) | 41                |
| Belgio (Wallonia)               | 44                |
| Canada                          | 5                 |
| Croazia                         | 33                |
| Repubblica Ceca                 | 48                |
| Germania                        | 28                |
| Francia                         | 33                |
| Germania                        | 11                |
| Grecia                          | 26                |
| Irlanda                         | 23                |
| Italia                          | 37                |
| Giappone                        | 44                |
| Messico                         | 32                |
| Nuova Zelanda                   | 11                |
| Norvegia                        | 32                |
| Corea del Sud                   | 45                |
| Spagna                          | 30                |
| Svezia                          | 55                |
| Svizzera                        | 9                 |
| Official Albums Chart           | 16                |
| US Billboard 200                | 3                 |
| US Alternative Albums           | 3                 |
| US Rock Albums                  | 3                 |